# Gary Doak
Gary Walter Doak (* 25. Februar 1946 in Goderich, Ontario; † 25. März 2017 in Lynnfield, Massachusetts, USA) war ein kanadischer Eishockeyspieler und -trainer, der im Verlauf seiner aktiven Karriere zwischen 1964 und 1981 unter anderem 867 Spiele für die Detroit Red Wings, Boston Bruins, Vancouver Canucks und New York Rangers in der National Hockey League auf der Position des Verteidigers bestritten hat. Seinen größten Karriereerfolg feierte Doak in Diensten der Boston Bruins mit dem Gewinn des Stanley Cups im Jahr 1970.

## Karriere
Doak verbrachte seine Juniorenzeit zwischen 1962 und 1965 bei den Hamilton Red Wings in der Ontario Hockey Association. Bereits als 18-Jähriger feierte er sein Profidebüt in Diensten der Pittsburgh Hornets in der American Hockey League am Ende der Saison 1963/64. Dennoch verblieb der Verteidiger ein weiteres Jahr im Juniorenbereich.
Zum Ende der Spielzeit 1964/65 wechselte der Kanadier fest in die AHL zu den Hornets und bestritt dort auch bis Februar 1966 das folgende Spieljahr, in dem er seine ersten vier Partien in der National Hockey League für die Detroit Red Wings absolvierte. Diese transferierten ihn schließlich gemeinsam mit Bill Lesuk, Ron Murphy und später auch Steve Atkinson zu den Boston Bruins, die im Gegenzug Dean Prentice und Leo Boivin an die Red Wings abgaben. Für Boston lief Doak in 20 weiteren Partien im Saisonverlauf auf. Das folgende Jahr schaffte der Abwehrspieler noch immer nicht den endgültigen Durchbruch in der NHL, da sich seine Spiele zwischen den Bruins in der NHL und den Oklahoma City Blazers in der Central Professional Hockey League aufteilten. Zur Saison 1967/68 war Doak endlich Stammspieler in Boston. Durch seine Erkrankung am Pfeifferschen Drüsenfieber, die ihn in der Saison 1968/69 zu einer langen Pause zwang, geriet dieser aber wieder in Gefahr. Dennoch gehörte er zum Kader der in den Stanley-Cup-Playoffs 1970 die prestigeträchtige gleichnamige Trophäe gewann.
Mit dem Titelgewinn endete Doaks Zeit in Boston zunächst, da er im NHL Expansion Draft 1970 von den neu in die Liga aufgenommenen Vancouver Canucks ausgewählt wurde. Bei den Canucks verbrachte er die Saison 1970/71 und auch den Beginn der folgenden, ehe er im November 1971 gemeinsam mit Jim Wiste im Tausch für Dave Balon, Wayne Connelly und Ron Stewart zu den New York Rangers transferiert wurde. In Diensten des Klubs aus New York City verbrachte der Defensivakteur aber ebenfalls nur eine Spielzeit, da er nach dem Saisonende 1972 mit Rick Newell an die Detroit Red Wings abgegeben wurde. Dafür erhielten die Broadway-Blueshirts Joe Zanussi und ein Erstrunden-Wahlrecht im NHL Amateur Draft 1972. Bei den Detroit Red Wings fand der mittlerweile 26-Jährige aber auch im zweiten Anlauf keine sportliche Heimat, und so wurde er noch im Verlauf der Saison 1972/73 im Austausch für Garnet Bailey und später auch Murray Wing zurück zu den Boston Bruins geschickt. Dort fand Doak für die acht folgenden Spieljahre bis zum Sommer 1981 einen dauerhaften Arbeitgeber und beendete als deren Spieler im Sommer 1981 mit fast 800 NHL-Spielen im Alter von 35 Jahren seine aktive Karriere.
Auch nach dem Ende seiner aktiven Karriere blieb Doak den Boston Bruins verbunden und wurde umgehend in den Trainerstab des Teams aufgenommen. Zwischen 1981 und 1985 war er als Assistenztrainer unter Cheftrainer Gerry Cheevers in seiner Wahlheimat tätig. Nach dem Ausscheiden aus dieser Position in Boston betreute er zwischen 1985 und 1987 das Eishockeyteam der University of Massachusetts Boston, das in der ECAC Hockey, einer Division im Spielbetrieb der National Collegiate Athletic Association, beheimatet war. Danach zog sich Doak vollends aus dem Eishockeysport zurück. Er verstarb schließlich im März 2017 71-jährig nach einem Krebsleiden in Lynnfield im US-Bundesstaat Massachusetts.

## Erfolge und Auszeichnungen
- 1970 Stanley-Cup-Gewinn mit den Boston Bruins

## Karrierestatistik
(Legende zur Spielerstatistik: Sp oder GP = absolvierte Spiele; T oder G = erzielte Tore; V oder A = erzielte Assists; Pkt oder Pts = erzielte Scorerpunkte; SM oder PIM = erhaltene Strafminuten; +/− = Plus/Minus-Bilanz; PP = erzielte Überzahltore; SH = erzielte Unterzahltore; GW = erzielte Siegtore; 1 Play-downs/Relegation; Kursiv: Statistik nicht vollständig)